# Vranov (Mimoň)

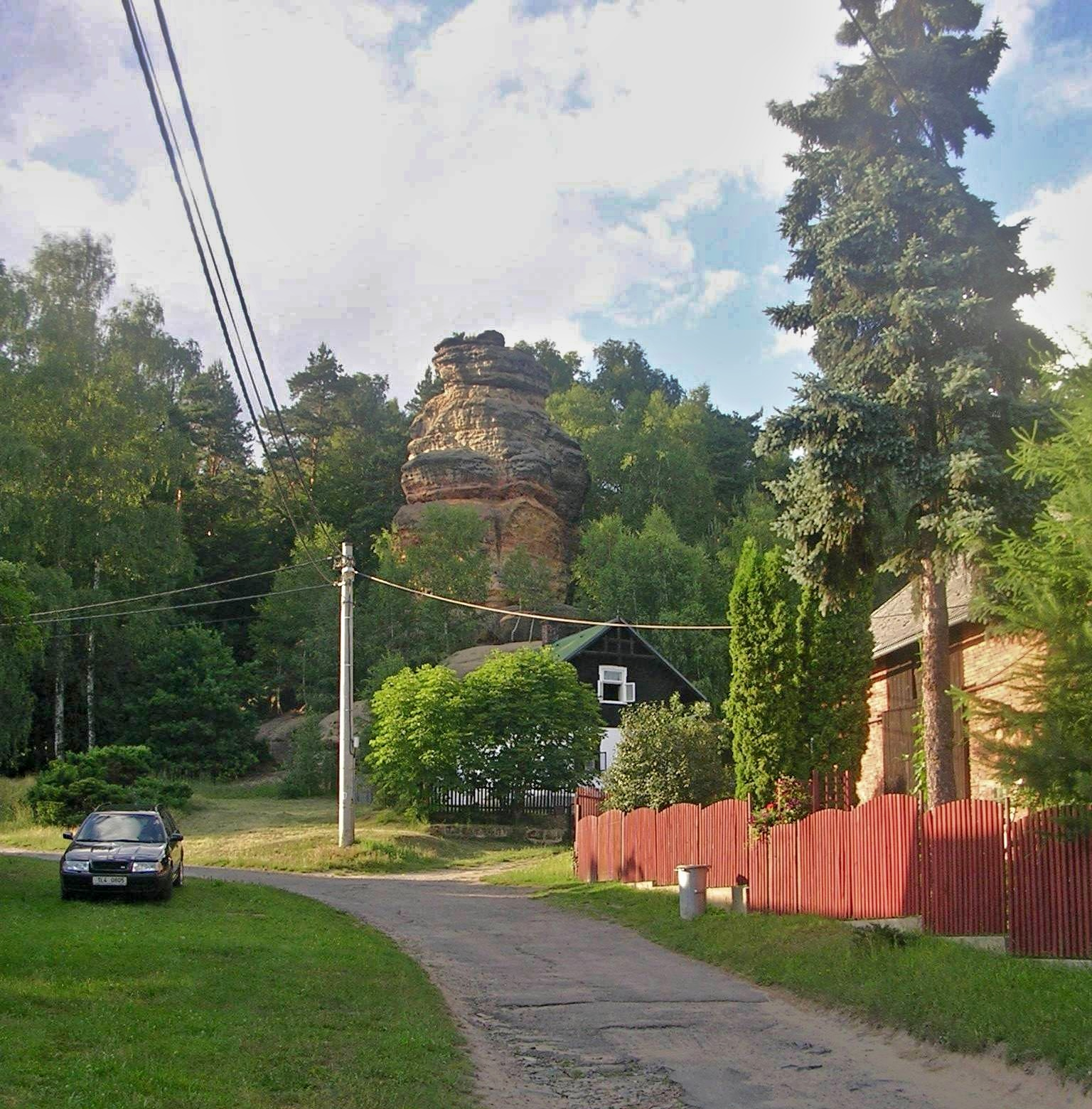
Oberdorf mit Molkenkrug

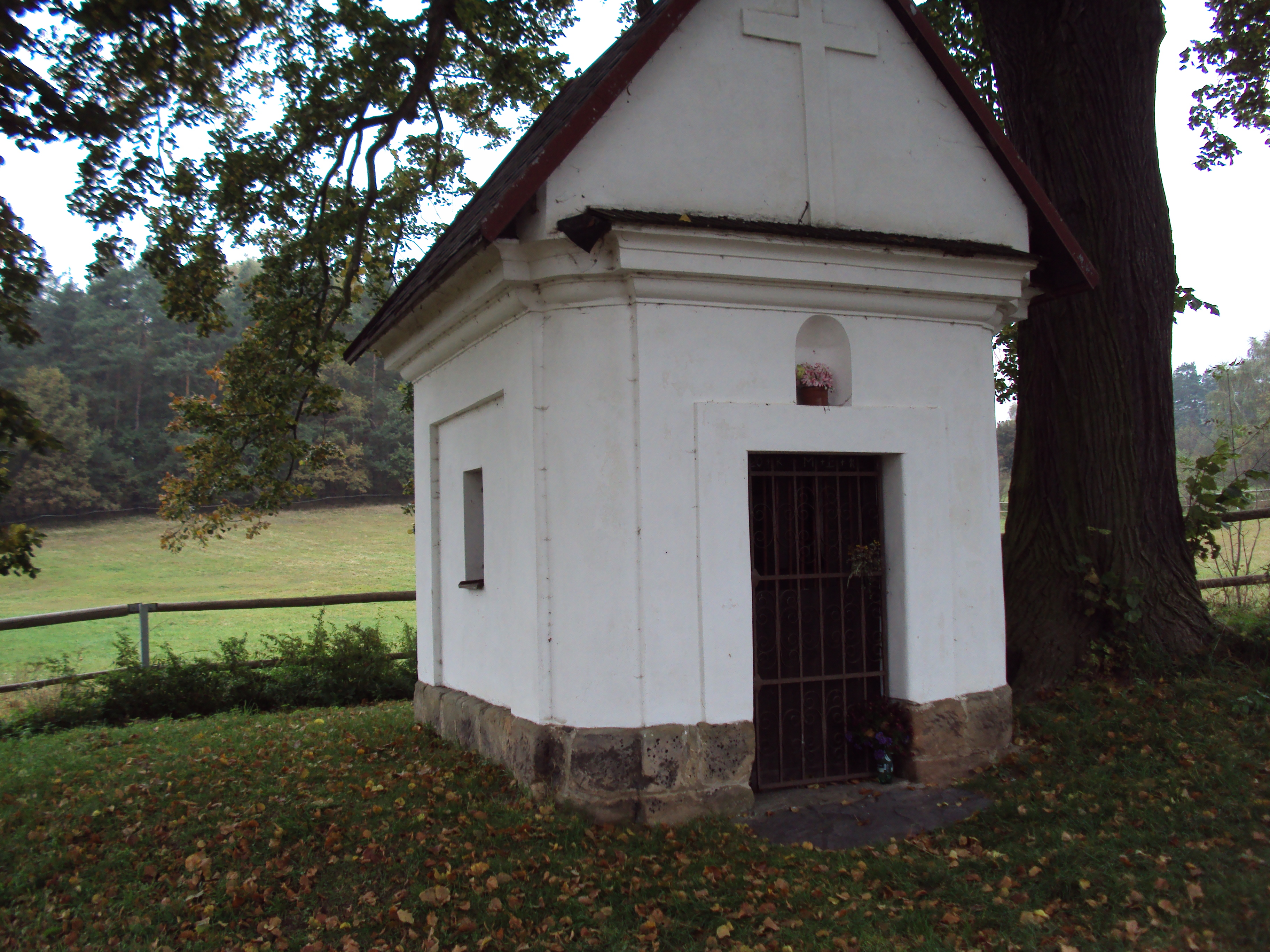
Kapelle

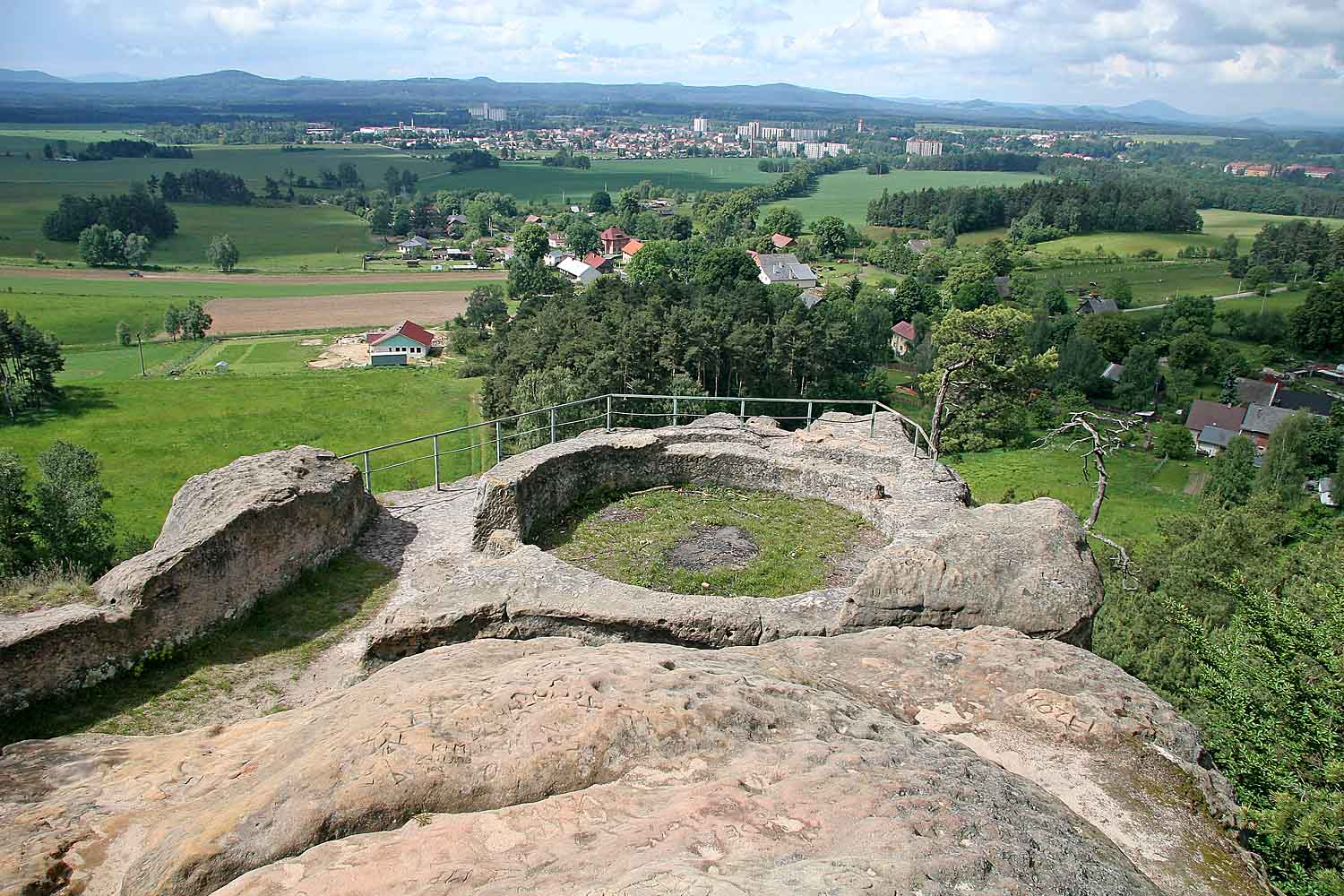
Blick von der Julienshöhe über Vranov und Mimoň

Vranov (deutsch Rabendorf) ist ein Ortsteil der Stadt Mimoň in Tschechien. Er liegt zwei Kilometer nordöstlich des Stadtzentrums von Mimoň und gehört zum Okres Česká Lípa.

## Geographie
Vranov erstreckt sich am südwestlichen Fuße des Ralsko (Rollberg, 696 m) in der Ralská pahorkatina (Rollberg-Hügelland). Am nördlichen Ortsrand erheben sich die Sandsteinfelsen der Vranovské skály. Östlich erhebt sich der Písčitý kopec (386 m). Gegen Westen liegt das Tal der Ploučnice.
Nachbarorte sind Noviny pod Ralskem im Norden, Malé Ralsko, Stráž pod Ralskem und Velké Ralsko im Nordosten, die Wüstung Svébořice im Osten, Pavlín, Nový Dvůr und die Wüsting Volmanova vila im Südosten, Hvězdov und Ploužnice im Süden, Mimoň im Südwesten sowie Pertoltice pod Ralskem und Srní Potok im Nordwesten.

## Geschichte
Der Ort wurde wahrscheinlich im 16. Jahrhundert angelegt. Die erste schriftliche Erwähnung des zur Herrschaft Děvín gehörigen Dorfes Rabendorf erfolgte im Jahre 1549 in einer Urkunde Karls von Bieberstein über das Niemeser Kirchenpatronat. Der verschuldete Karl von Bieberstein verkaufte am 19. Juni 1578 die wüste Burg Ralsko mit der Stadt Niemes, Rabendorf und weiteren Orten an Bohuslav Masanetz von Frimburg. Am 27. Juni 1601 erwarb Johann Müllner von Mühlhausen den Besitz, dabei wurde der Ort als Rabendorf jinak (ansonsten) Wranow aufgeführt. Müllner verlor die Herrschaft Niemes nach der Schlacht am Weißen Berg. 1623 verpfändete die Hofkammer die Herrschaft an Johann Zeidler genannt Hofmann, der sie drei Jahre später auch erblich erhielt. 1651 verkauften die Zeidlern von Berbisdorf die Herrschaft an Johann Putz zu Adlersthurn. 1688 bestand Rabendorf aus 13 Häusern. Von Adlersthurns Erbin ging die Herrschaft 1705 durch Heirat an die Grafen von Hartig über.
Im Jahre 1832 bestand Rabendorf aus 25 Häusern mit 169 deutschsprachigen Einwohnern. Abseits lag eine Ziegelhütte. Pfarrort war Niemes. Wegen des Wassermangels wurde 1833 von einer Quelle am Rollberg eine Wasserleitung anlegt. Im Dorf entstanden vier kleine Teiche, die aus unterirdischen Quellen gespeist wurden. Bis zur Mitte des 19. Jahrhunderts blieb Rabendorf der Allodialherrschaft Niemes untertänig.
Nach der Aufhebung der Patrimonialherrschaften bildete Rabendorf / Vranov ab 1850 einen Ortsteil der Stadt Niemes im Bunzlauer Kreis und Gerichtsbezirk Niemes. Ab 1868 gehörte Rabendorf zum Bezirk Böhmisch Leipa. Im selben Jahre ließ Franz von Hartig anstelle der Ziegelhütte den nach seiner Tochter Pauline benannten Paulinenhof anlegen, der der Gemeinde Höflitz zugeordnet wurde. Im Jahre 1883 lösten sich Rabendorf und Rehwasser von Niemes los und bildeten die Gemeinde Rabendorf. Im Jahre 1903 bestand das Dorf Rabendorf aus 31 Häusern, in denen 165 Personen lebten. In der ersten Hälfte des 20. Jahrhunderts wurde die Straße von Niemes über Rabendorf nach Rehwasser gebaut. Die Gemeinde Rabendorf einschließlich Rehwasser hatte 1930 216 Einwohner, davon entfielen 159 auf Rabendorf. Außer zwei Gasthäusern gab es in dem Ort keine Gewerbebetriebe. Die Bewohner lebten von der Land- und Forstwirtschaft oder arbeiteten in den Fabriken von Niemes. Nach dem Münchner Abkommen erfolgte 1938 die Angliederung an das Deutsche Reich; zunächst gehörte Rabendorf zum Landkreis Böhmisch Leipa und seit dem 1. Mai 1939 zum Landkreis Deutsch Gabel. 1939 lebten in der Gemeinde 246 Personen. Nach dem Ende des Zweiten Weltkrieges kam Vranov zur Tschechoslowakei zurück. In den Jahren 1946 und 1947 wurden die meisten deutschböhmischen Bewohner vertrieben. 1960 wurde Vranov nach Mimoň eingemeindet. 1965 lebten in Vranov 107 Personen. 1991 hatte Vranov 49 Einwohner. Im Jahre 2001 bestand das Dorf aus 31 Wohnhäusern, in denen 50 Menschen lebten. Insgesamt besteht der Ort aus 38 Häusern.

## Ortsgliederung
Der Katastralbezirk Vranov pod Ralskem umfasst die Ortsteile Vranov und Srní Potok.

## Sehenswürdigkeiten
- Berg Ralsko mit Ruine der gleichnamigen Burg
- Sandsteinfelsgebiet Vranovské skály mit Džban (Molkenkrug) und Aussichtspunkt Juliina vyhlídka (Julienshöhe). Franz von Hartig ließ den beliebten Aussichtsfelsen 1822 für seine Frau Juliane anlässlich deren 36. Geburtstags zu einer Aussichtsplattform mit in den Fels gehauener Treppe, Geländer und einer hölzernen Gloriette herrichten. Von der Gloriette ist nur noch der kreisförmige Felsaushau erhalten.
- Kapelle, erbaut 1778
- Vranovská alej (Kaiser-Franz-Joseph-Jubiläums-Allee) zwischen Vranov und Mimoň, die zweireihige Lindenallee wurde 1898 anlässlich des 50. Jubiläums der Regentschaft Franz Joseph I. angelegt